# 世紀建業
世紀建業（集團）有限公司，世紀建業（集團），以及世紀建業（英語：CENTURY LEGEND (HOLDINGS) LIMITED，港交所：0079），在2000年12月28日，從安權控股有限公司換取上市而來。
現時業務物業投資、金融相關，以及健康及美容，主要資產包括HEADQUARTERS LIMITED、世紀建業證券、世紀建業地產等。現時總部位於香港干諾道中168-200號信德中心西翼34樓3403室。主席為曾昭武。而原有
博彩及休閒相關業務已終止。

## 連結
- CIH.com.hk （页面存档备份，存于）